# Prosoplus affectus
Prosoplus affectus är en skalbaggsart som först beskrevs av Francis Polkinghorne Pascoe 1864.  Prosoplus affectus ingår i släktet Prosoplus och familjen långhorningar. Inga underarter finns listade i Catalogue of Life.